# Пенчкі-Козлово
Пенчкі-Козлово (пол. Pęczki-Kozłowo) — село в Польщі, у гміні Красне Пшасниського повіту Мазовецького воєводства.
Населення — 229 осіб (2011).
У 1975-1998 роках село належало до Цехановського воєводства.

## Демографія
Демографічна структура станом на 31 березня 2011 року:
|          | Загалом | Допрацездатний вік | Працездатний вік | Постпрацездатний вік |
| -------- | ------- | ------------------ | ---------------- | -------------------- |
| Чоловіки | 111     | 15                 | 81               | 15                   |
| Жінки    | 118     | 27                 | 62               | 29                   |
| Разом    | 229     | 42                 | 143              | 44                   |